# Ankermast

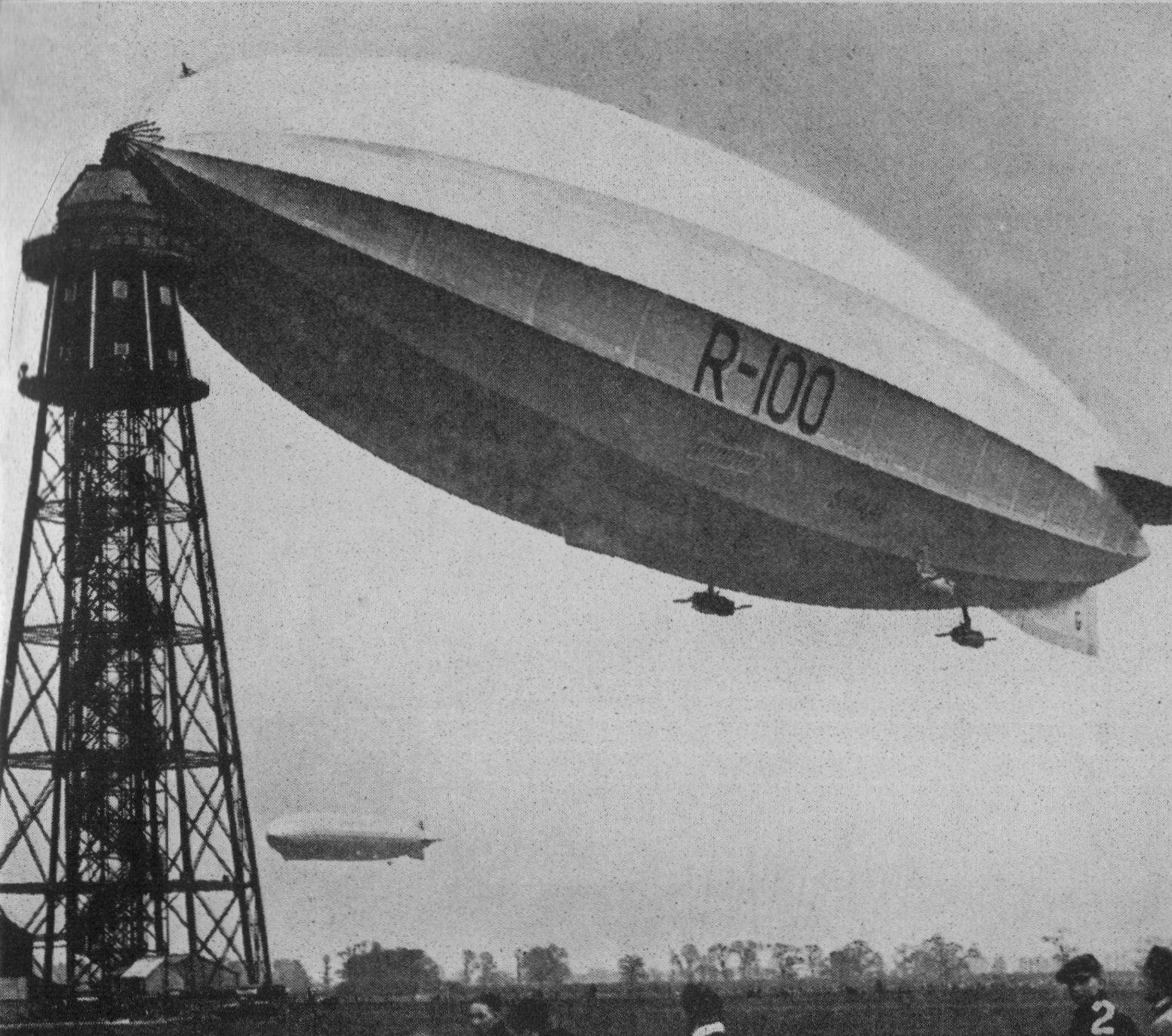
Das englische Verkehrsluftschiff R100 am Ankermast in Cardington, im Hintergrund LZ 127 „Graf Zeppelin“.

Ein Ankermast dient dem Verankern von Luftschiffen am Erdboden. Er kommt immer dann zum Einsatz, wenn das Luftschiff nicht in einer Luftschiffhalle untergebracht wird.   

## Funktionsweise und Handhabung

### Allgemeines
Ähnlich einem Seeschiff müssen auch Luftschiffe verankert werden, wenn verhindert werden soll, dass sie abtreiben. Das Luftschiff wird vom Bug aus mit der Mastspitze verbunden. Zu diesem Zweck sind die meisten Luftschiffe am verstärkten Bug mit einem Festmachpunkt versehen. Beim „Parken“ des Luftschiffes am Mast kann sich das Schiff frei um den Mast in den Wind drehen. Auf diese Art werden große Windlasten auf das Schiff und den Mast vermieden.
Beim reinen Passagierwechsel kommt der Mast normalerweise nicht zur Anwendung, jedoch wird das Schiff beispielsweise zum Auftanken an den Mast gelegt. Bei längeren Aufenthalten am Mast kann das Mastfahrzeug abgespannt, also noch zusätzlich am Boden befestigt werden. Dies ist notwendig, um auch bei schlechterem bzw. windigerem Wetter eine hohe Standsicherheit des Mastes zu gewährleisten.

### Anlegemanöver
Da Luftschiffe sehr groß, relativ träge, windanfällig und damit auf dem Boden nicht präzise zu steuern sind, werden sie bei der Landung an den Ankermast herangezogen. Dazu befindet sich bei den meisten Luftschiffen am Bugkegel ein Seil, das während der Fahrt frei herunterhängt oder aufgerollt wird. Bei den großen historischen Starrluftschiffen war der Bug von innen begehbar, so dass ein Besatzungsmitglied das (oder die) Seil(e) ausbringen konnte. Das Ankertau ist in der Mitte des Bugkegels, der in den entsprechenden Trichter am Ankermast passt, angebracht. Es wird über eine Umlenkung an der Spitze des Ankermastes gezogen. So kann das Luftschiff die letzten Meter bis zum Anlegen zwangsgeführt werden. Der Bugkegel des Luftschiffes wird dann im drehbaren Trichter an der Spitze des Ankermastes verriegelt.

## Bauweise

### Hochmast

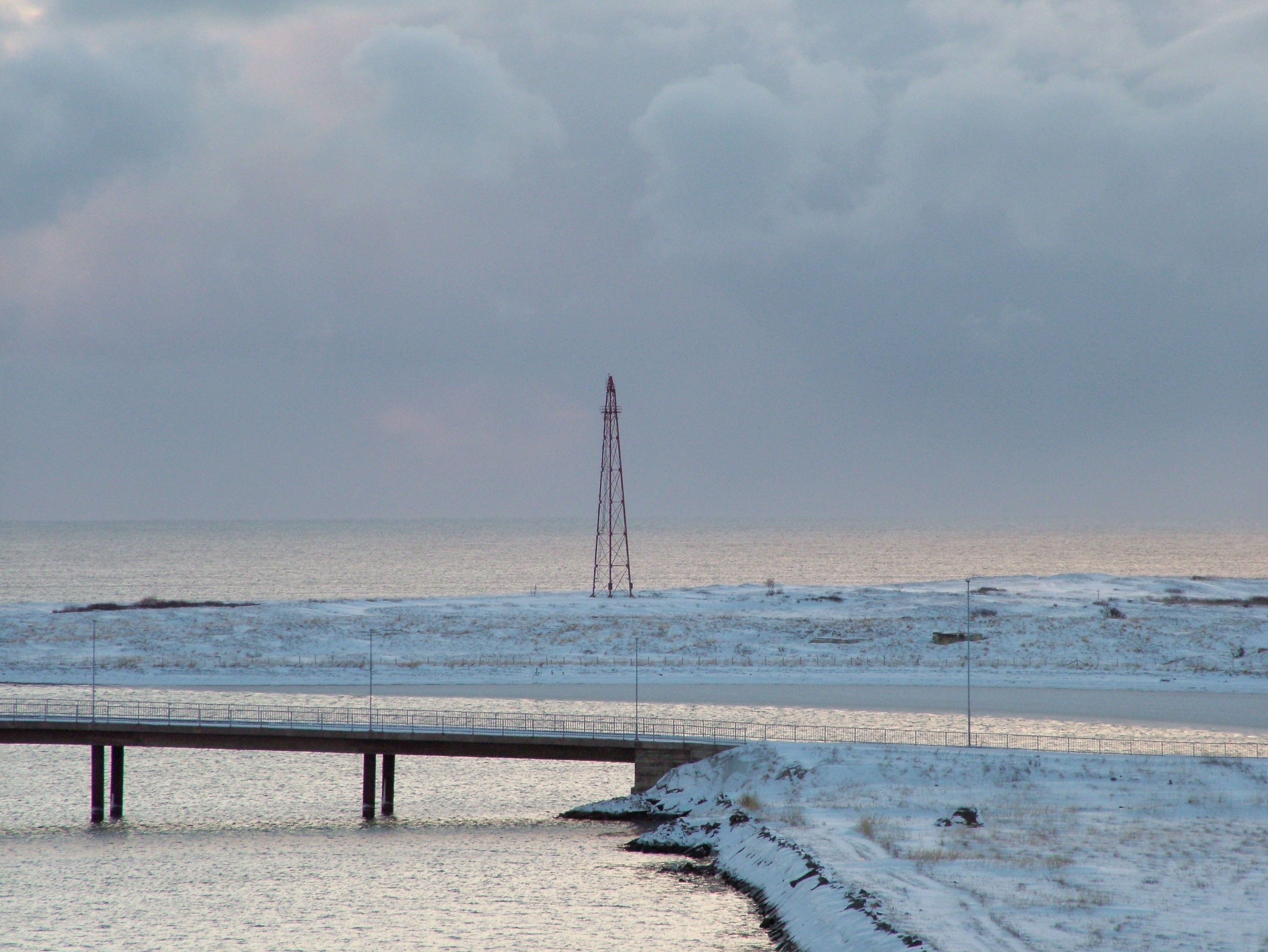
Der Ankermast des Luftschiffes von Umberto Nobile in Vadsø (Norwegen)

Das Konzept des Hochmastes, der vor allem in England und den USA verbreitet war, verfolgte den Gedanken, das Luftschiff gar nicht landen zu lassen, sondern es nur festzumachen und den Personen- und Materialtransfer über eine Luke im Bug vorzunehmen. Nachteilig war jedoch unter anderem, dass das Schiff ständig bemannt bleiben musste, um Auftriebsveränderungen, beispielsweise durch Temperaturveränderungen auszugleichen.
Bei den beiden britischen Verkehrsluftschiffen R100 und R101 war der Einstieg in das Schiff über einen Steg unter der Bugverankerung von vornherein vorgesehen. Normalerweise war dieser Bereich nur der Mannschaft zugänglich. Im Inneren diente dann der Kielgang als Laufgang zu den Passagierabteilen.
Lediglich entworfene Schütte-Lanz-Luftschiffe sahen für die Passagierabfertigung ebenfalls Hochmasten vor. Hierbei wurde allerdings nach der Auffahrt mit einem zweistöckigen Fahrstuhl etwas unterhalb der Spitze des Mastes eine Brücke hochgeklappt, welche vom Warteraum über ein Fallreep in das untere Deck der Gondel führte. Zur Versorgung existierten Leitungen von der Turmspitze in den Bug hinein. Zudem sollte eine drehbare Turmspitze das Starten auch bei ungünstigen Wetterbedingungen ermöglichen.

### Schienengeführte Masten
Bei den großen historischen Starrluftschiffen mussten zum Bewegen des Schiffes am Boden, wie dem Ein- und Aushallen bis zu über zweihundert Helfer das Schiff mit Muskelkraft führen. An den Starrluftschiffen der 1930er Jahre wurden daher u. a. schienengeführte Masten für den Bug und Laufkatzen zur Führung des Hecks (Heckwagen) erprobt. Die untere Leitwerksflosse oder die Heckmotorgondel wurden auf dem Heckwagen befestigt. Er konnte beim „Parken“ am Ankermast auf einer kreisförmigen Schienenbahn um den Mast rollen. Er folgte der Ausrichtung des Schiffes in den Wind und hielt gleichzeitig das Heck am Boden. Trotzdem wurden die Schiffe bei der Landung zuerst von der Bodenmannschaft „eingefangen“ und zum Mast geführt.
Die amerikanischen Prallluftschiffe der US-Marine wurden in den 1950er Jahren mit rollbaren Ankermasten, vor die ein Traktor gespannt war, auf dem Flugfeld und in den Hangars bewegt. Dieses Prinzip wird unter anderem auch heute beim Zeppelin NT und den Skyships verwendet, bei denen der Mast auf einem LKW montiert ist.

### Auf Schiffen

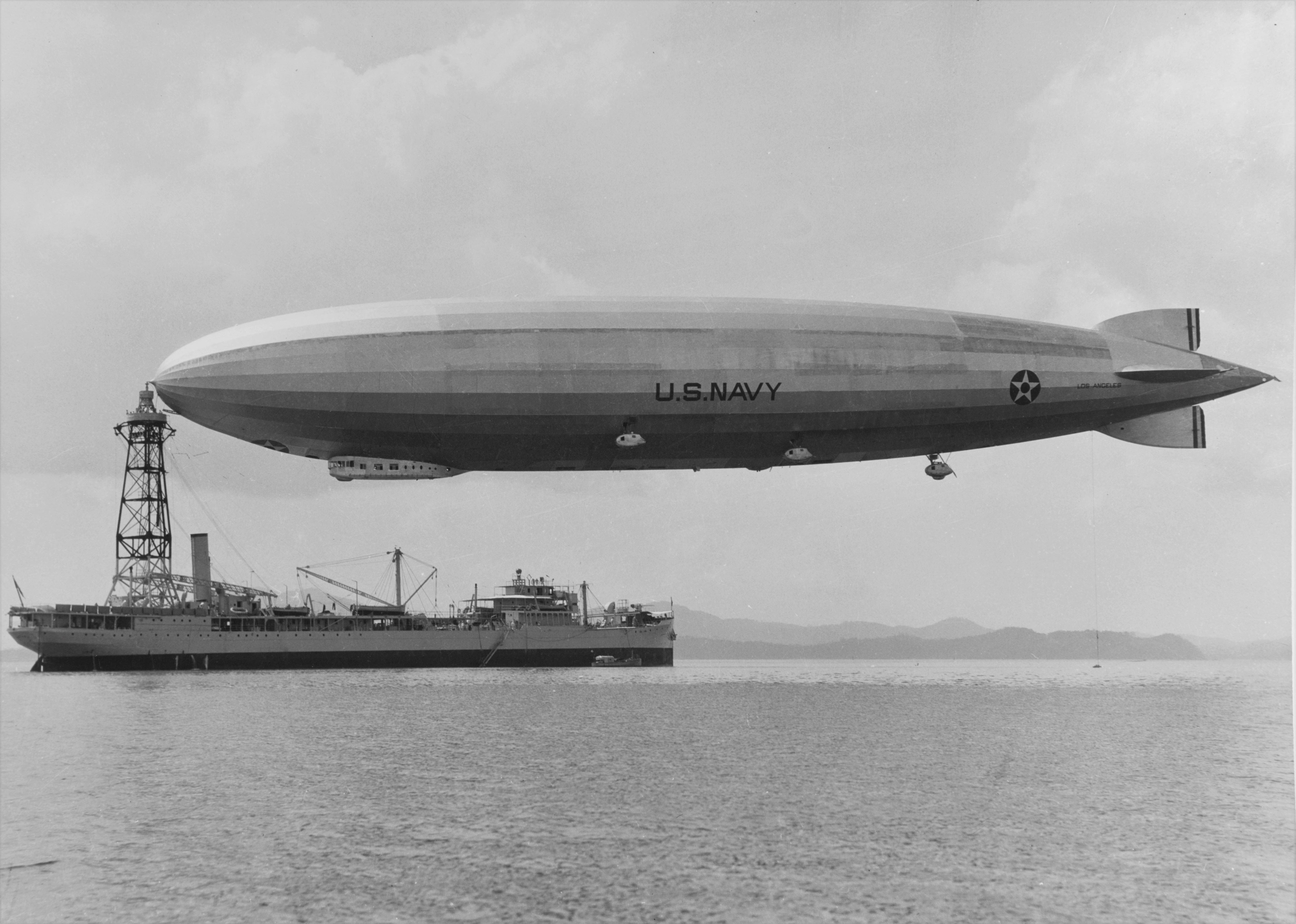
Die ZR 3 „USS Los Angeles“ ankert am umgerüsteten Tanker Patoka

1924 rüstete die US-Marine den Öltanker Patoka mit einem Ankermast für Luftschiffe aus. An diesem Mast legten die amerikanischen Luftschiffe z. B. während Manövern mit der Flotte an. Da beide Schiffe mit einer gewissen Geschwindigkeit fuhren, war es für das Luftschiff einfacher, an den Ankermast heran zu manövrieren, als dies bei feststehendem Mast an Land der Fall ist.

### An Wolkenkratzern
Es gab Konzepte, Luftschiffe an Wolkenkratzern anlegen zu lassen. So sollte die Spitze des 1931 eröffneten Empire State Buildings ursprünglich als Ankermast dienen. Der Mast war so ausgesteift, dass er den 50 Tonnen Zug von der Luftschiffverankerung hätte widerstehen können. Einige der Winden waren bereits installiert und das 86. Stockwerk war als Abflug-Lounge mit Ticket-Schalter und Zollkontrolle vorbereitet. Die Idee entsprach der damaligen Euphorie für die Giganten der Lüfte. Bei der Konstruktion wurde jedoch nicht berücksichtigt, dass Luftschiffe nur sehr träge zu mänovrieren sind und durch die Bebauung immer Wind-Turbulenzen entstehen, welche ein Luftschiff hätten empfindlich stören können. Die damaligen Luftschiffe verwendeten zudem als Ballast Wasser, welches häufig während der Landemanöver zum Auftriebsausgleich oder zur Trimmung abgegeben wurde. Dieses Wasser, mitunter mehrere hundert Liter auf einmal, hätte sich sodann in die Straßenschluchten von New York ergießen können. Es blieb daher lediglich bei einigen Annäherungsversuchen amerikanischer Marineluftschiffe an diesen Ankermast. Ein tatsächliches Landemanöver fand nie statt. Das Risiko eines Unfalls über den bevölkerten Straßen wäre zu hoch gewesen.

### Auf Lastkraftwagen

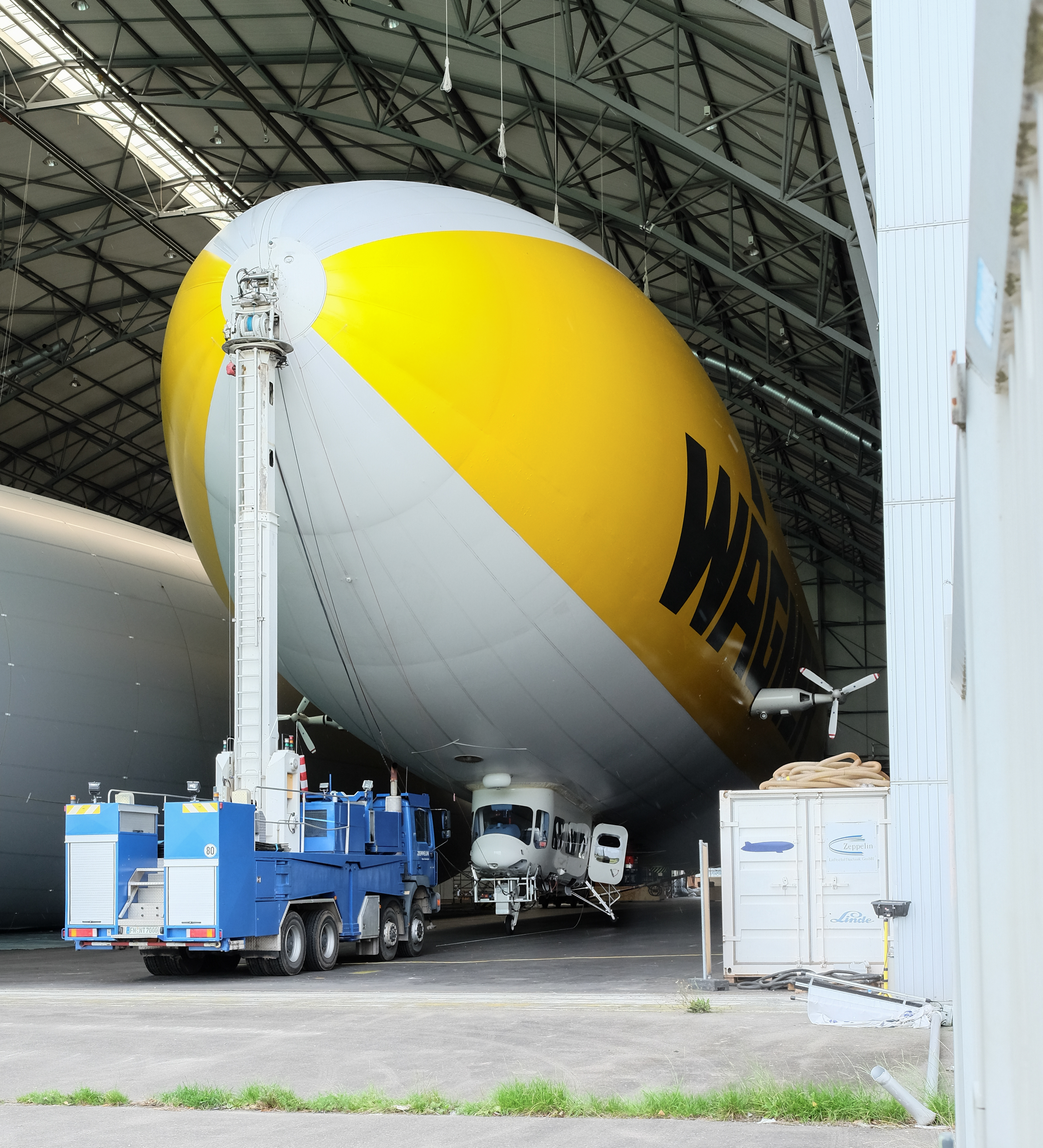
Zeppelin NT D-LZFN Friedrichshafen

Bei den modernen relativ kleinen Luftschiffen ist der Mast oft auf einem LKW montiert. So ist er transportabel und kann z. B. zu den Plätzen gefahren werden, von denen aus das Luftschiff operiert. Mit einem verfahrbaren Mast kann das angekoppelte Luftschiff auch auf dem Boden ohne großen Personalaufwand bewegt werden. Diese Bauweise ist bereits 1930 belegt, als Goodyear an der Westküste einen Ford Model AA mit einem faltbaren Mast versah. Außerdem waren zusätzlich Ausleger am Fahrzeug montiert, um das Umkippen zu verhindern. An der Ostküste versah ein ähnlich umgerüsteter Buick-Bus seinen Dienst für den Luftschiffbetreiber.

### Höhenverstellbarkeit
Moderne Ankermasten sind höhenverstellbar. Der Ankermast des Zeppelin NT kann bis zu einer Länge von 13 m ausgefahren werden. So kann zum Beispiel das Senken des Bugs bei plötzlichem Anheben des Hecks ausgeglichen werden. Während des Anlegens drückt der Pilot das Schiff auf den Boden und lässt sich durch die Seilwinde an den Mast heranziehen. Dabei wird das Zugseil straff gehalten, um ruckartige Belastungen zu vermeiden. Andere Prallluftschiffe müssen auch heute noch mit einer Bodenmannschaft von etwa 20 Personen auf dem Boden von Hand zum Mast manövriert werden.

## Historisches

### Verbreitung der Ankermasten
In vielen Städten wurden in den 1920er und 1930er Jahren Luftschiffmasten errichtet, um Luftschiffen den Aufenthalt zu ermöglichen. Diese Masten wurden auch als Vorteil der Luftschiffe gegenüber dem Flugzeug angeführt, da sie, neben einem freien Feld, praktisch die einzige Infrastruktur darstellten, die ein Luftschiff zur Landung benötigte.

### „Kopfstand“ am Ankermast

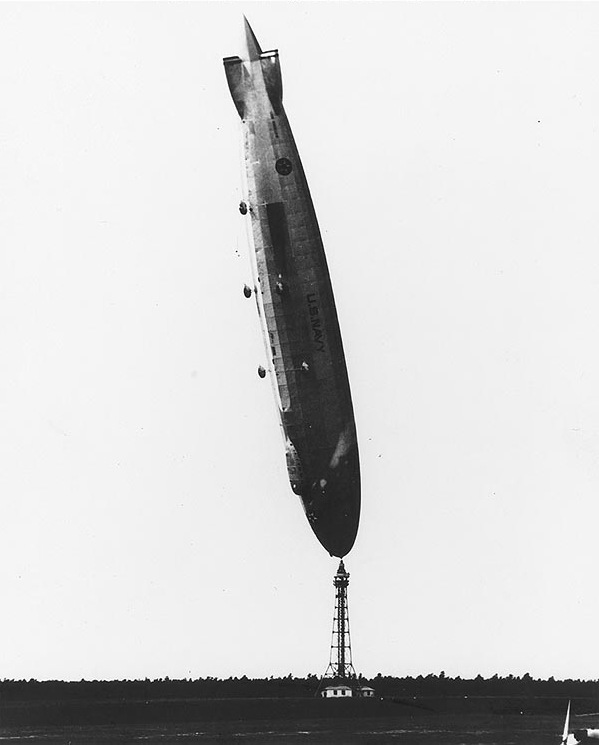
Der unfreiwillige „Kopfstand“ der ZR-3 USS Los Angeles

Die USS Los Angeles, ein Luftschiff von ca. 200 m Länge, vollführte am 25. August 1927 ein in der Technikgeschichte wohl einzigartiges Kunststück. Sie lag am so genannten Hochmast, einem Mast, bei dem das Luftschiff sehr hoch über dem Boden freischwebend festgemacht war, in Lakehurst. Durch einen Windstoß wurde das Heck angehoben und geriet in eine kühlere Luftschicht. Der erhöhte Auftrieb des warmen Traggases führte trotz sofortiger Gewichtsverlagerung der Mannschaft an Bord zu einem weiteren Steigen des Hecks, bis das Schiff fast senkrecht stand. Dieser Vorfall führte zur Abkehr der US-Marine vom Konzept des Hochmastes zugunsten niedrigerer Konstruktionen.

### Erhaltene Ankermasten
Zwei der 1926 von der Norge und 1928 von der Italia, beides Kielluftschiffe von Umberto Nobile, für die Polarexpeditionen verwendeten Ankermasten können noch heute in Ny-Ålesund auf Spitzbergen sowie in Vadsø (Norwegen) besichtigt werden. 

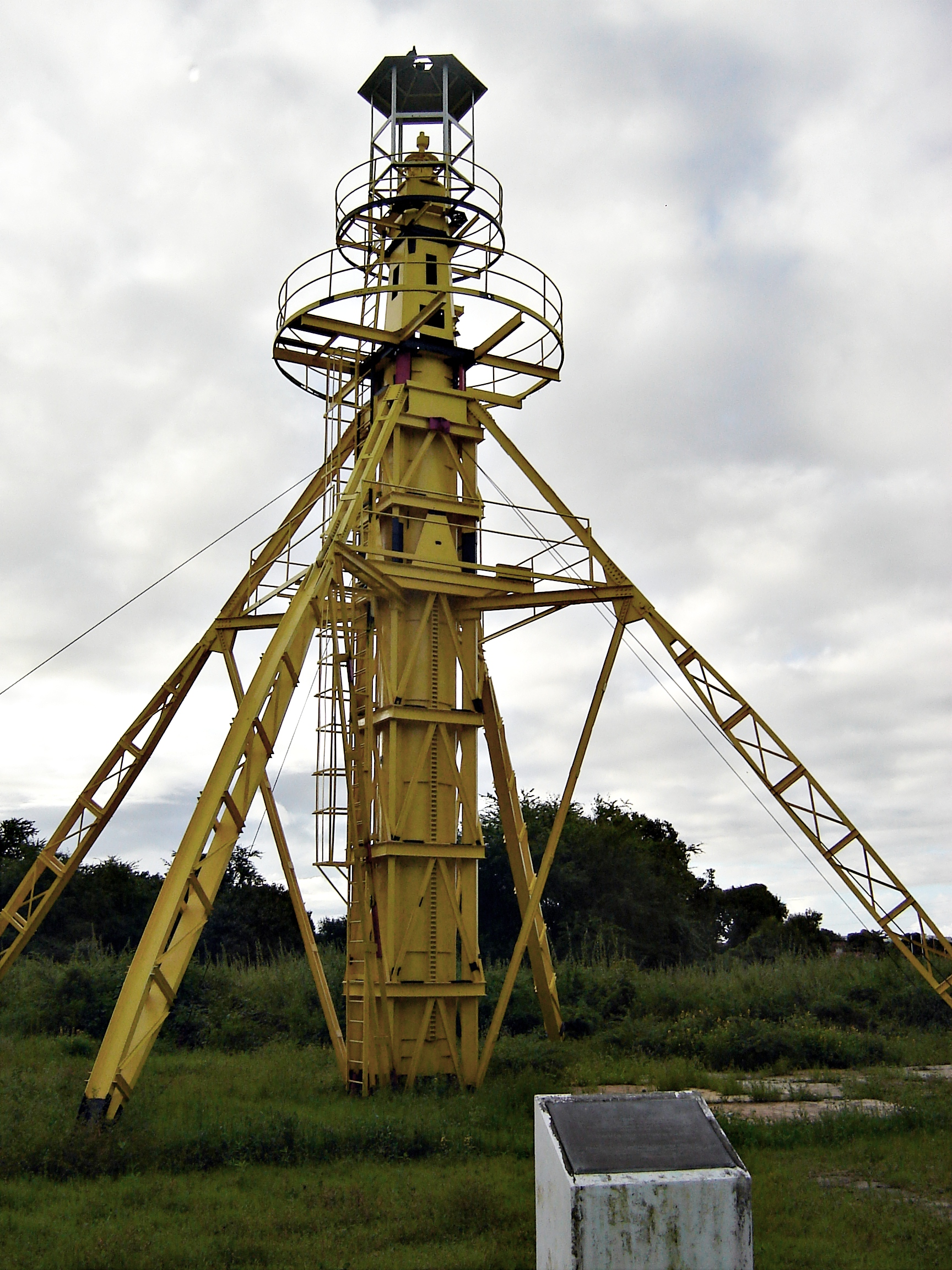
Der Zeppelinturm in der brasilianischen Stadt Recife im Bundesstaat Pernambuco (Foto 2007)

Der einzige noch existierende und vollständig erhaltene Ankermast des transatlantischen Verkehrs ab 1930 ist der Zeppelinturm in Recife, der Landeshauptstadt des brasilianischen Bundesstaates Pernambuco. Am 21. Mai 1930 ging dort LZ 127 „Graf Zeppelin“ bei ihrer ersten Reise nach Brasilien vor Anker. Dies war der Beginn einer erfolgreichen Route zwischen Deutschland (Frankfurt am Main) und Brasilien (Recife – Rio de Janeiro) zwischen 1930 und 1938. In dieser Zeit ging LZ 129 „Hindenburg“ viermal und LZ 127 „Graf Zeppelin“ fünfmal vor Anker. Der Ankermast ist ca. 10 Minuten von der Metrô-Station Mangueira entfernt und befindet sich auf einem bewachten Militärgelände und kann auf Anfrage besichtigt werden. Er wurde bisher mehrfach restauriert.